# Fay Grim
Fay Grim (mesmo título em Portugal e no Brasil) é um filme independente do gênero comédia dramática de 2006 escrito e realizado por Hal Hartley.

## Sinopse
Sete anos após os acontecimentos de Henry Fool, Fay Grim (Parker Posey) é coagida por um agente da CIA (Jeff Goldblum) para tentar localizar os cadernos de "o romance da confissão" que pertenciam ao seu marido fugitivo (Thomas Jay Ryan), a quem ele acredita falecido. Fay é lançado em um mundo de espionagem enquanto viaja para Paris para recuperar alguns dos periódicos, cada um tendo aparecido misteriosamente nas mãos das pessoas mais improváveis. Simon Grim, o irmão de Fay e o poeta vencedor do Prêmio Nobel por causa de Henry, permanecem em casa com o filho de sua irmã, a CIA e sua editora.
Mesmo na morte, parece que Henry é uma força da natureza, causando transformações que mudam a vida nas vidas daqueles que ele tocou. Fay está cercada por agentes concorrentes, todos competindo por sua ajuda na recuperação de cadernos enquanto ela e Simon começam a obter pistas sobre o que o que o absurdo impublicável de The Confession é realmente sobre tudo e porque a CIA acredita que eles contêm informações que poderiam comprometer a segurança dos EUA. Uma ex-anfitriã do ar faz amizade com Fay e revela que ela também foi tocada pela influência caótica de Henry e a ajuda-a em seus esforços.
O redemoinho de Fay culmina em um encontro tenso com um notório terrorista e amigo de Henry, onde ela deve tomar a maior decisão de sua vida.[carece de fontes?]

## Elenco
- Parker Posey ... Fay Grim
- James Urbaniak ... Simon Grim
- Liam Aiken ... Ned Grim
- Jeff Goldblum ... Agente Fulbright
- Megan Gay ... Diretora
- Jasmin Tabatabai ... Milla
- Chuck Montgomery ... Angus James
- John Keogh ... Prosecutor
- Claudia Michelsen ... Juiz
- Leo Fitzpatrick ... Carl Fogg
- Saffron Burrows ... Juliet
- Elina Löwensohn .... Bebe
- Thomas Jay Ryan ... Henry Fool
- David Scheller ... Convict Husband
- Sibel Kekilli ... Concierge First Istanbul Hotel
- Anatole Taubman ... Jallal
- Nikolai Kinski ... Amin

## Recepção
No agregador de críticas dos Estados Unidos Rotten Tomatoes, na pontuação onde a equipe do site categoriza as opiniões da grande mídia e da mídia independente apenas como positivas ou negativas, o filme tem um índice de aprovação de 46% calculado com base em 90 comentários dos críticos. Por comparação, com as mesmas opiniões sendo calculadas usando uma média aritmética ponderada, a nota alcançada é 5.4/10 que é seguida do consenso: "Fay Grim está muito preocupado com sua própria premissa farsa para apresentar uma história coerente e envolvente".
Em outro agregador de críticas também dos Estados Unidos, o Metacritic, que calcula as notas usando somente uma média aritmética ponderada de críticos que escrevem em maioria apenas para a grande mídia, o filme tem 26 avaliações da imprensa anexadas no site e uma pontuação de 52 entre 100, com a indicação de "revisões mistas ou neutras".